# Vádí Nisnas

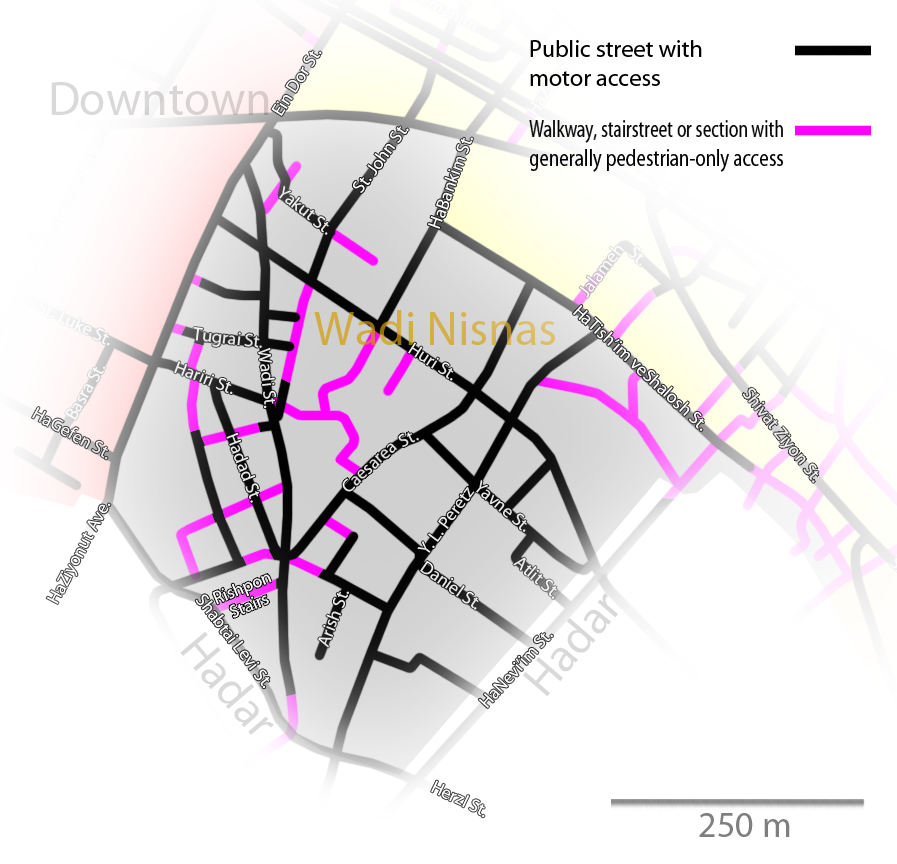
Mapa

Vádí Nisnas (arabsky: وادي النسناس‎, Wádí an-Nisnás) je arabská čtvrť ve městě Haifa v severním Izraeli. Název čtvrti Nisnas pochází z arabského názvu pro domorodého savce promyku indickou (Herpestes ichneumon). Ve čtvrti žije zhruba 8 tisíc obyvatel.
Vádí Nisnas je rovněž místo, do kterého byl zasazen děj románu z roku 1987, Hacocra ba-Vádí (hebrejsky: doslova „Trumpeta ve Vádí“) od Samiho Michaela. Román vypráví o lásce mladé izraelské Arabky a imigranta z Ruska.